# フェートノーザン
フェートノーザンは、日本の競走馬。帝王賞、ブリーダーズゴールドカップなど、まだ数が少なかった中央競馬と地方競馬の交流競走を次々と制した1980年代を代表するダートの強豪馬の一頭。主戦騎手は安藤勝己。公営の雄と呼ばれた。
父フェートメーカーはアメリカ合衆国の名馬スワップス（ハイペリオン系）の仔で、当時としてはめずらしい外国産馬として南関東公営競馬で出走したが大成はしなかった。種牡馬として本馬のほかにカウンテスアップ、リバーストンキング、カズノタンポポなど地方競馬の活躍馬を出した。

## 戦績

### 中央競馬所属時代
1986年3月30日、阪神競馬場のダート1700メートルの未出走戦でデビュー。2着に7馬身差をつけ初戦を飾った。
次走こそ初の芝レースで11着と大敗するも、3戦目はダートに戻って2勝目を挙げた。
この後、芝競走を2戦使われたがいいところ無く敗れ、笹針を打って休養に入った。
秋以降は、ダート戦に絞ってレースを使われるようになる。
復帰戦でいきなりの勝利を挙げると、連闘で挑んだ準オープン戦は5着と、ダートで初の敗戦を喫したが、次走は2着に2馬身半差をつける危なげない勝ち方でオープン入りを果たした。
重賞初挑戦となったウインターステークスでは、この年の最優秀ダートホースとなるライフタテヤマに歯が立たず、2着を確保するまでだったが、
年明け初戦の平安ステークス（オープン）を確実に勝利し、古馬となっての飛躍が期待された。
しかし、続く仁川ステークスをフレグモーネのため出走取り消しを余儀なくされると、2週間後の帝王賞でも調子が戻りきらず、テツノカチドキの11着と大敗を喫した。
この後持病の裂蹄が悪化し、笠松競馬場の外厩で休養に入った。
この時に笠松側からフェートノーザンの移籍を打診。
当時の中央では、目標となるダート競走が限られていたため、活躍の場を求めてこれに応じることとなった。

### 笠松競馬所属時代
フェートノーザンが笠松に移籍したのは1987年夏頃で、当時の笠松競馬には嘗てフェートノーザンと同じく中央競馬に所属し地方の金沢競馬を経て同時期に笠松に移籍したワカオライデンと芦毛の怪物オグリキャップがいた。移籍時点では患部が化膿して歩くのも困難だったが関係者の治療の甲斐あって半年後には走れるまでに回復した。転入初戦は秋まで伸びたが移籍後2連勝を飾り、鞍上に安藤勝己を迎えて名古屋大賞典に出走、ワカオライデン相手に競り掛けていく積極的なレースを見せたが、同馬の前に3着と敗れた。
暮れの東海ゴールドカップでは7.5キロの斤量差に助けられた部分もあり今度はワカオライデンに勝っている。移籍1年目は10月以降のみで4戦3勝としたが、オグリキャップはこの翌年に中央競馬へと移籍した為、対決する事はなかった。
明けて6歳となり、実力の違いから着実に勝ち星を重ねたが、先頭に立つと内にモタれるという悪癖があり、取りこぼしたレースも2度あったものの、前年の東海GC制覇の余勢を駆って連勝スタート、春のローレル制覇まで3連勝し、春は全勝で終えた。転機となったのは、10月のオパール特別。このレースから道中で抑える作戦がとられ、直線で爆発的な瞬発力をみせるようになった。尚、休養中の7月にワカオライデンが先に引退した為、全盛期となったフェートノーザンとの対決はなかった。
脚質が変わったことでレースぶりが安定し、これ以降のフェートノーザンは、まさに無敵を誇った。
東海菊花賞を制して臨んだ第1回全日本サラブレッドカップでは、大井の名馬イナリワンを一蹴。続く東海ゴールドカップは、61キロの斤量を背負いながら連覇を飾った。イナリワンは年末の東京大賞典を最後に翌年中央競馬へと移籍し、前年に笠松から中央競馬に移籍していたオグリキャップや、中央競馬で前年の菊花賞を制したスーパークリークと共に「平成３強」と呼ばれる活躍を見せ年度代表馬に選出されている。
年が明け7歳初戦の名古屋大賞典も61キロをものともせず快勝。東海地区の主要競走を総なめにして、大井競馬場の帝王賞に遠征することとなる。この時のフェートノーザンは、蹄の状態が良く、比較的強い調教が可能で、調子は過去最高と言えるほどだった。
道中は後方につけ、4コーナーで好位に取り付けると、直線では早めに先頭に立ち、2着に2馬身半差をつけ危なげなく勝利を飾り、日本のダート界の頂点に立った。
レース後、新冠町の優駿スタリオンステーションでの種牡馬入りが早くも決定。以降は、札幌の第1回ブリーダーズゴールドカップ、笠松の全日本サラブレッドカップ、さらに状態次第では翌年の川崎の川崎記念と、全国の交流重賞を使って引退するというプランが発表された。
帝王賞の次走は、全日本サラブレッドカップの優先出走権がかかったローレル争覇で68キロという酷量を背負いながら勝利したが連戦の疲れが出たのかレース後夏負けにかかり調子を崩した。
ブリーダーズゴールドカップの1か月前に札幌競馬場に入厩し、安藤も一緒に付き添うという熱の入れようだったが一向に状態は回復せず本番に不安を残す。レースでも鞍上の安藤が負けを覚悟するほど行きっぷりが悪かったが、ゴール寸前で地元の雄ホロトウルフをクビ差だけ差し切った。
そして迎えた11月23日の全日本サラブレッドカップ、地元笠松での最終戦であり単勝支持率は9割を越えるという圧倒的な人気を集めた。例によって後方待機策をとったが、1周目の3コーナー過ぎで左前種子骨骨折を発症。安藤が下馬し、競走を中止した。
当初は命に別状は無いと考えられたが、感染症を併発した事で39度を越える高熱が出るなど危険な状態となり、500キロを越える雄大な馬体が3分の2程になるまでに衰弱した。
関係者の懸命な治療が続けられたがその甲斐無く、12月12日に安楽死処分が取られる事となった。

## 競走成績
| 競走日     | 競馬場     | 競走名              | 格       | 距離（馬場）  | 頭 数 | 枠 番 | 馬 番 | オッズ （人気） | 着順 | タイム （上り） | 着差 | 騎手      | 斤量 [kg] | 1着馬（2着馬）         | 馬体重 [kg] |
| ---------- | ---------- | ------------------- | -------- | ------------- | ----- | ----- | ----- | --------------- | ---- | --------------- | ---- | --------- | --------- | ---------------------- | ----------- |
| 1986.03.30 | 阪神       | 4歳未出走           |          | ダ1700m（稍） | 10    | 7     | 9     | 002.40（1人）   | 01着 | R1:47.7（52.4） | -1.2 | 0稲葉的海 | 55        | （シルクセイコ）       | 508         |
| 0000.04.20 | 京都       | 4歳400万下          |          | 芝1600m（重） | 16    | 6     | 11    | 010.20（4人）   | 11着 | R1:40.2（50.3） | -2.2 | 0吉田勝也 | 55        | エイシンウオリア       | 508         |
| 0000.05.18 | 阪神       | 野苺賞              | 400万下  | ダ1800m（良） | 12    | 6     | 8     | 006.40（4人）   | 01着 | R1:54.7（50.5） | -0.4 | 0吉田勝也 | 55        | （キタヤマリィフォー） | 514         |
| 0000.06.22 | 中京       | はなのき賞          | 900万下  | 芝1200m（良） | 10    | 5     | 5     | 011.00（5人）   | 08着 | R1:11.7（36.7） | -1.3 | 0吉田勝也 | 55        | リードパースン         | 514         |
| 0000.07.06 | 中京       | ひめゆり賞          | 900万下  | 芝2000m（不） | 14    | 2     | 2     | 021.8（13人）   | 09着 | R2:08.6（40.2） | -0.2 | 0中竹和也 | 53        | ワンダープロシード     | 510         |
| 0000.10.12 | 京都       | 愛宕特別            | 900万下  | ダ1800m（稍） | 14    | 5     | 8     | 008.20（5人）   | 01着 | R1:50.7（49.6） | -0.1 | 0増井裕   | 52        | （ツキノオージャ）     | 518         |
| 0000.10.18 | 京都       | 貴船特別            | 1400万下 | ダ1400m（良） | 16    | 5     | 9     | 017.00（8人）   | 05着 | R1:24.4（49.2） | -0.3 | 0増井裕   | 55        | ミスターボーイ         | 518         |
| 0000.11.15 | 京都       | 太秦特別            | 1400万下 | ダ1800m（重） | 13    | 6     | 8     | 005.40（2人）   | 01着 | R1:49.3（49.4） | -0.4 | 0中竹和也 | 53        | （アインルイス）       | 520         |
| 0000.12.07 | 中京       | ウインターS         | GIII     | ダ2200m（良） | 11    | 7     | 9     | 009.90（3人）   | 02着 | R2:20.1（38.2） | -0.4 | 0中竹和也 | 54        | ライフタテヤマ         | 520         |
| 1987.01.18 | 京都       | 平安S               | OP       | ダ1400m（稍） | 8     | 6     | 6     | 006.90（4人）   | 01着 | R1:23.4（47.4） | -0.1 | 0中竹和也 | 55        | （ミスターボーイ）     | 516         |
| 0000.03.21 | 阪神       | 仁川S               | OP       | ダ1800m（稍） | 9     | 2     | 2     |                 |      | 出走取消        |      | 0中竹和也 | 56.5      | マルカセイコウ         |             |
| 0000.04.08 | 大井       | 帝王賞              | 重賞     | ダ2000m（良） | 12    | 7     | 10    | 000.00（3人）   | 11着 | R2:10.50000000  | -3.0 | 0中竹和也 | 56        | テツノカチドキ         | 518         |
| 0000.10.28 | 笠松       | 東海クラウン        | A1A2     | ダ1800m（稍） | 9     | 5     | 5     | 000.00（2人）   | 01着 | R1:55.30000000  | -0.3 | 0安藤勝己 | 53        | （ダイカツスピード）   | 524         |
| 0000.11.19 | 名古屋     | トパーズ特別        | A1       | ダ1600m（良） | 9     | 3     | 3     | 000.00（1人）   | 01着 | R1:42.10000000  | -0.3 | 0黒宮高徳 | 53.5      | （ヒカリピアー）       | 520         |
| 0000.12.02 | 名古屋     | 名古屋大賞典        | 重賞     | ダ1900m（稍） | 8     | 4     | 4     | 000.00（2人）   | 03着 | R2:03.50000000  | -0.8 | 0安藤勝己 | 56        | ワカオライデン         | 518         |
| 0000.12.30 | 笠松       | 東海ゴールドC       | 重賞     | ダ2500m（良） | 10    | 4     | 4     | 000.00（2人）   | 01着 | R2:46.00000000  | -0.2 | 0安藤勝己 | 53.5      | （ワカオライデン）     | 518         |
| 1988.01.15 | 笠松       | 新春クラウン        | 準重賞   | ダ1900m（稍） | 6     | 1     | 1     | 000.00（1人）   | 01着 | R2:03.10000000  | -0.4 | 0安藤勝己 | 57        | （コクセイピユーマ）   | 518         |
| 0000.03.09 | 笠松       | マーチC             | 準重賞   | ダ1900m（良） | 8     | 4     | 4     |                 |      | 出走取消        |      | 0安藤勝己 | 57.5      | ポールドヒユーマ       |             |
| 0000.04.06 | 笠松       | 東海大賞典          | 重賞     | ダ1900m（良） | 10    | 2     | 2     | 000.00（2人）   | 01着 | R2:03.30000000  | -0.0 | 0安藤勝己 | 57        | （ポールドピユーマ）   | 520         |
| 0000.04.27 | 笠松       | スプリング争覇      | 準重賞   | ダ1400m（良） | 7     | 4     | 4     | 000.00（1人）   | 01着 | R1:27.70000000  | -0.2 | 0安藤勝己 | 58        | （ダイカツスピード）   | 520         |
| 0000.06.15 | 笠松       | ローレル争覇        | 準重賞   | ダ1800m（良） | 8     | 1     | 1     | 000.00（1人）   | 02着 | R1:55.70000000  | -0.1 | 0安藤勝己 | 58.5      | ポールドピユーマ       | 520         |
| 0000.09.14 | 笠松       | オータムC           | 重賞     | ダ1900m（良） | 10    | 8     | 9     | 000.00（1人）   | 02着 | R2:05.60000000  | -0.1 | 0安藤勝己 | 58.5      | リツチホーマン         | 530         |
| 0000.10.19 | 中京（地） | オパール特別        | A1       | ダ1700m（良） | 6     | 3     | 3     | 000.00（1人）   | 01着 | R1:47.40000000  | -0.3 | 0安藤勝己 | 58.5      | （ウオロービジヨン）   | 526         |
| 0000.11.03 | 名古屋     | 東海菊花賞          | 重賞     | ダ2400m（良） | 10    | 2     | 2     | 000.00（1人）   | 01着 | R2:38.80000000  | -0.6 | 0安藤勝己 | 59        | （ヒデノフアイター）   | 528         |
| 0000.11.23 | 笠松       | 全日本サラブレッドC | 重賞     | ダ2500m（良） | 10    | 5     | 5     | 000.00（1人）   | 01着 | R2:49.80000000  | -0.3 | 0安藤勝己 | 56        | （イナリワン）         | 528         |
| 0000.12.30 | 笠松       | 東海ゴールドC       | 重賞     | ダ2500m（良） | 9     | 5     | 5     | 000.00（1人）   | 01着 | R2:46.20000000  | -1.2 | 0安藤勝己 | 61        | （イーグルジヤム）     | 534         |
| 1989.02.25 | 笠松       | 東海クラウン        | A1A2     | ダ1800m（不） | 10    | 3     | 3     |                 |      | 出走取消        |      | 0安藤勝己 | 64        | ロングロツチ           |             |
| 0000.03.21 | 名古屋     | 名古屋大賞典        | 重賞     | ダ1900m（良） | 9     | 6     | 6     | 000.00（1人）   | 01着 | R2:04.70000000  | -0.2 | 0安藤勝己 | 61        | （タキノプリンス）     | 528         |
| 0000.04.12 | 大井       | 帝王賞              | 重賞     | ダ2000m（良） | 15    | 2     | 4     | 000.00（1人）   | 01着 | R2:07.30000000  | -0.5 | 0安藤勝己 | 55        | （アラナスモンタ）     | 525         |
| 0000.06.14 | 笠松       | ローレル争覇        | 準重賞   | ダ1800m（良） | 8     | 1     | 1     | 000.00（2人）   | 01着 | R1:54.80000000  | -0.2 | 0安藤勝己 | 68        | （スターライジン）     | 544         |
| 0000.10.10 | 札幌（地） | ブリーダーズGC      | 重賞     | ダ2400m（良） | 12    | 4     | 4     | 000.00（1人）   | 01着 | R2:31.90000000  | -0.0 | 0安藤勝己 | 55        | （ホロトウルフ）       | 532         |
| 0000.11.23 | 笠松       | 全日本サラブレッドC | 重賞     | ダ2500m（良） | 10    | 3     | 3     | 000.00（1人）   |      | 競走中止        |      | 0安藤勝己 | 55        | ポールドヒユーマ       | 534         |

## 血統表
| フェートノーザンの血統                             | フェートノーザンの血統                                       | フェートノーザンの血統 | （血統表の出典） | （血統表の出典） |
| 父系                                               | ハイペリオン系                                               | ハイペリオン系         | ハイペリオン系   | [ § 2 ]          |
| 父 *フェートメーカー Fate Maker アメリカ 1972 栗毛 | 父の父Swaps アメリカ 1952 栗毛                               | Khaled                 | Hyperion         | Hyperion         |
| 父 *フェートメーカー Fate Maker アメリカ 1972 栗毛 | 父の父Swaps アメリカ 1952 栗毛                               | Khaled                 | Eclair           |                  |
| 父 *フェートメーカー Fate Maker アメリカ 1972 栗毛 | 父の父Swaps アメリカ 1952 栗毛                               | Iron Reward            | Beau Pere        | Beau Pere        |
| 父 *フェートメーカー Fate Maker アメリカ 1972 栗毛 | 父の父Swaps アメリカ 1952 栗毛                               | Iron Reward            | Iron Maiden      |                  |
| 父 *フェートメーカー Fate Maker アメリカ 1972 栗毛 | 父の母A-bee Ba-bee アメリカ 1964 栗毛                        | *ナディア              | Nasrullah        | Nasrullah        |
| 父 *フェートメーカー Fate Maker アメリカ 1972 栗毛 | 父の母A-bee Ba-bee アメリカ 1964 栗毛                        | *ナディア              | Gallita          |                  |
| 父 *フェートメーカー Fate Maker アメリカ 1972 栗毛 | 父の母A-bee Ba-bee アメリカ 1964 栗毛                        | Stay Smoochie          | Alquest          | Alquest          |
| 父 *フェートメーカー Fate Maker アメリカ 1972 栗毛 | 父の母A-bee Ba-bee アメリカ 1964 栗毛                        | Stay Smoochie          | Paigle           |                  |
| 母 アメリカンノーザン 1972 鹿毛                    | 母の父*ドレスアップ Dress Up アメリカ 1957 鹿毛              | Khaled                 | Hyperion         | Hyperion         |
| 母 アメリカンノーザン 1972 鹿毛                    | 母の父*ドレスアップ Dress Up アメリカ 1957 鹿毛              | Khaled                 | Eclair           |                  |
| 母 アメリカンノーザン 1972 鹿毛                    | 母の父*ドレスアップ Dress Up アメリカ 1957 鹿毛              | Blue Cloth             | Blue Larkspur    | Blue Larkspur    |
| 母 アメリカンノーザン 1972 鹿毛                    | 母の父*ドレスアップ Dress Up アメリカ 1957 鹿毛              | Blue Cloth             | War Cloth        |                  |
| 母 アメリカンノーザン 1972 鹿毛                    | 母の母*ネイティヴディーラー Native Dealer アメリカ 1971 鹿毛 | Fiftieth State         | Polynesian       | Polynesian       |
| 母 アメリカンノーザン 1972 鹿毛                    | 母の母*ネイティヴディーラー Native Dealer アメリカ 1971 鹿毛 | Fiftieth State         | Providence       |                  |
| 母 アメリカンノーザン 1972 鹿毛                    | 母の母*ネイティヴディーラー Native Dealer アメリカ 1971 鹿毛 | Gaming Act             | Supreme Court    | Supreme Court    |
| 母 アメリカンノーザン 1972 鹿毛                    | 母の母*ネイティヴディーラー Native Dealer アメリカ 1971 鹿毛 | Gaming Act             | Game of Chance   |                  |
| 母系(F-No.)                                        | (FN:14-c)                                                    | (FN:14-c)              | (FN:14-c)        | [ § 3 ]          |
| 5代内の近親交配                                    | Khaled3×3=25.00%                                             | Khaled3×3=25.00%       | Khaled3×3=25.00% | [ § 4 ]          |
| 出典                                               | 1. 2. 3. 4.                                                  | 1. 2. 3. 4.            | 1. 2. 3. 4.      | 1. 2. 3. 4.      |

- 全弟フエートキングは、東海公営の秋の鞍の勝ち馬。
- 主な近親はプリティーポリー#シスターサラ系を参照